# Сакаї Нацумі
Сакаї Нацумі (19 червня 2001) — японська плавчиня.
Учасниця Олімпійських Ігор 2016 року.
Призерка Пантихоокеанського чемпіонату з плавання 2018 року.
Переможниця Азійських ігор 2018 року.
Чемпіонка світу з плавання серед юніорів 2017 року, призерка 2015 року.